# Spheterista pterotropiana
Spheterista pterotropiana là một loài bướm đêm thuộc họ Tortricidae. Nó là loài đặc hữu của Kauai.
Ấu trùng ăn Tetraplasandra kauaiensis.